# Гваясдумс 1
Гваясдумс 1 (англ. Gwayasdums 1) — індіанська резервація в Канаді, у провінції Британська Колумбія, у межах регіонального округу Маунт-Веддінгтон.

## Населення
За даними перепису 2016 року, індіанська резервація нараховувала 27 осіб, показавши скорочення на 28,9%, порівняно з 2011-м роком. Середня густина населення становила 84,9 осіб/км².

## Клімат
Середня річна температура становить 8,6°C, середня максимальна – 16,7°C, а середня мінімальна – 0°C. Середня річна кількість опадів – 1 967 мм.
| Клімат поселення                              | Клімат поселення | Клімат поселення | Клімат поселення | Клімат поселення | Клімат поселення | Клімат поселення | Клімат поселення | Клімат поселення | Клімат поселення | Клімат поселення | Клімат поселення | Клімат поселення | Клімат поселення |
| Показник                                      | Січ.             | Лют.             | Бер.             | Квіт.            | Трав.            | Черв.            | Лип.             | Серп.            | Вер.             | Жовт.            | Лист.            | Груд.            |                  |
| Середній максимум, °C                         | 7,13             | 8,08             | 9,09             | 11,03            | 13,63            | 15,91            | 15,98            | 16,71            | 15,05            | 11,46            | 7,78             | 5,93             |                  |
| Середня температура, °C                       | 3,56             | 4,52             | 5,54             | 7,46             | 10,06            | 12,35            | 13,80            | 14,54            | 12,90            | 9,28             | 5,60             | 3,76             |                  |
| Середній мінімум, °C                          | 0,02             | 0,98             | 1,98             | 3,93             | 6,51             | 8,82             | 11,63            | 12,37            | 10,73            | 7,10             | 3,42             | 1,58             |                  |
| Норма опадів, мм                              | 265              | 174              | 153              | 117              | 85               | 84               | 63               | 86               | 115              | 262              | 299              | 264              |                  |
| Середньомісячна швидкість вітру, м/с          | 4.34             | 4.08             | 3.79             | 3.63             | 3.44             | 3.38             | 3.29             | 3.00             | 3.00             | 3.54             | 4.20             | 4.18             |                  |
| Середньомісячна сонячна радіація, кДж/м²·день | 2714             | 5383             | 9437             | 14155            | 18050            | 19069            | 19272            | 16321            | 11822            | 6414             | 3180             | 2104             |                  |
| --------------------------------------------- | ---------------- | ---------------- | ---------------- | ---------------- | ---------------- | ---------------- | ---------------- | ---------------- | ---------------- | ---------------- | ---------------- | ---------------- | ---------------- |
| Джерело:                                      |                  |                  |                  |                  |                  |                  |                  |                  |                  |                  |                  |                  |                  |